# 坏分子
八十年代中期以前，坏分子在中国是一个政治法律术语。“四类分子”（地主分子、富农分子、反革命分子、坏分子）之一，属于“群众专政”的对象。后来又增加了“右派”，成为“黑五类”。

## 沿革
在民主革命时期，党的文件中曾使用过这个概念，主要是指混入革命队伍的“阶级异己分子”和革命群众中的“不良分子”，所采取的主要措施是将他们清除出革命队伍，防止他们搞破坏活动。
新中国成立初，在镇压反革命和肃清暗藏反革命运动中，有关政策文件开始提“反革命分子和其他坏分子”，坏分子是作为反革命分子的“附属品”出现的。
毛泽东《关于正确处理人民内部矛盾的问题》（1957）：“为了维护社会秩序和广大人民的利益，对于那些盗窃犯、诈骗犯、杀人放火犯、流氓集团和各种严重破坏社会主义的坏分子，也必须实行专政。”
实际上，划分出来的坏分子，一般包括政治骗子、叛变分子和刑事犯罪分子中的盗窃犯、抢劫犯、杀人犯、放火犯、强奸犯、诈骗犯、贪污犯、严重破坏公共秩序和生产秩序的流氓阿飞以及农村中那些阶级出身、政治历史都没有问题，而又犯有偷盗、贪污、流氓等罪行或刑满释放回村监督改造的贫下中农。到文革前期，一些在日常工作生活中，存在所谓的劣迹，但还没有达到犯罪程度，群众认为是坏人的，包括拒不放弃宗教信仰的教职人员或信徒、以及抵制检举揭发他人的，也被归类到坏分子中去。也即，坏分子常指刑事犯罪分子、劳改释放犯。